# Michel-Joseph Melchior
Michel-Joseph Melchior (Auvelais, 3 april 1857 - 16 augustus 1935) was een Belgisch senator en burgemeester.

## Levensloop
Melchior was een van de zes kinderen van Antoine Melchior (1829-1892) en van Florence Gérard (1826-1899). Hij trouwde in 1891 in Auvelais, met Ludivine Gobert (1864-1955) en ze hadden drie kinderen.
Beroepshalve handelaar in ijzerwaren, sloot hij zich aan bij de socialisten en werd in 1887 verkozen tot gemeenteraadslid in Auvelais. Hij werd er schepen (1900-1904 en 1908-1921) en burgemeester (vanaf 1921). Hij zorgde in 1925 voor de bouw van een nieuw gemeentehuis, nadat het vorige in 1919 in volle dag volledig in de vlammen was opgegaan.
In december 1921 werd hij verkozen tot socialistisch provinciaal senator voor Namen, maar hij nam al in maart 1922 ontslag. Van 1925 tot 1935 was hij ook provincieraadslid.
Er is een Rue Michel Melchior in Auvelais.